# Саратовське художнє училище
51°32′29″ пн. ш. 46°00′23″ сх. д. / 51.54125° пн. ш. 46.00625° сх. д.
Саратовське художнє училище імені О. П. Боголюбова — установа середньої професійної освіти міста Саратова.
Було засноване 23 (11) лютого 1897 роки як Боголюбовське художнє училище. У серпні 1918 року було реорганізовано в вільні художні майстерні, в 1919 р — Вищі державні художньо-технічні майстерні, в 1920 — Художньо-практичний інститут, в 1923 р — Художньо-промисловий технікум. З 1937 року і по теперішній час це Саратовське художнє училище.
До 100-річчя училища в 1997 році йому було повернуто ім'я засновника, і воно стало називатися Саратовським художнім училищем імені О. П. Боголюбова.

## Відомі випскники
- живописець П. В. Кузнєцов;
- скульптор О. Т. Матвєєв;
- лауреати Державних премій, народні художники СРСР: академік О. П. Кибальников, член-кореспондент Академії мистецтв М. М. Жуков;
- народні художники РРФСР: член-кореспондент Академії мистецтв Б. М. Неменський, І. В. Севастьянов;
- дійсний член Російської Академії мистецтв А. В. Учаєв, О. П. Ящук;
- заслужені художники Росії: Л. М. Головницький, В. В. Башенін, Б. І. Давидов, В. О. Фомічов, М. О. Архангельський;
- заслужений художник України В. І. Кофанов;
- дійсний член Російської Академії мистецтв А. К. Бистров, Б. І. Давидов, Т. М. Хаханова, Р. Л. Лавриненко, П. А. Гришин, Н. А. Чечнева, Н. П. Семенова, В. Ю . Пустошкін, П. А. Маскаєв;
- заслужений працівник культури Української РСР А. Н. Чечнєв.
- заслужений працівник культури Росії Т. Ф. Алексушін (Лисенко)
- скульптор І. В. Шанін
- заслужений працівник культури В. П. Філімонов